# Kronbergsbron
Kronbergsbron (finska: Kruunuvuorensilta) är en av de tre Kronbroarna i projektet Spårväg Kronbroarna i Helsingfors i Finland. Den är 1,2 kilometer lång och blir när den är färdig – planerat till 2026 – Finlands längsta bro. Den är en spårvägs-, cykel- och fotgängarbro, som ska förbinda Högholmen med Degerö. Bron har inga vägbanor avsedda för motorfordon, men kan användas av utryckningsfordon.
Kronbergsbron är en snedkabelbro med en 135 meter hög pylon, vilket är en meter högre än tornhuset Majakka ("Fyren") i närbelägna Fiskehamnen, Finlands år 2023 högsta byggnad. Det östra fästet ligger vid den nybyggda stadsdelen Kronbergsstranden, där tidigare Degerö oljeterminal låg. Det västra fästet ligger på Paloholmen invid Högholmen.

## Bildgalleri

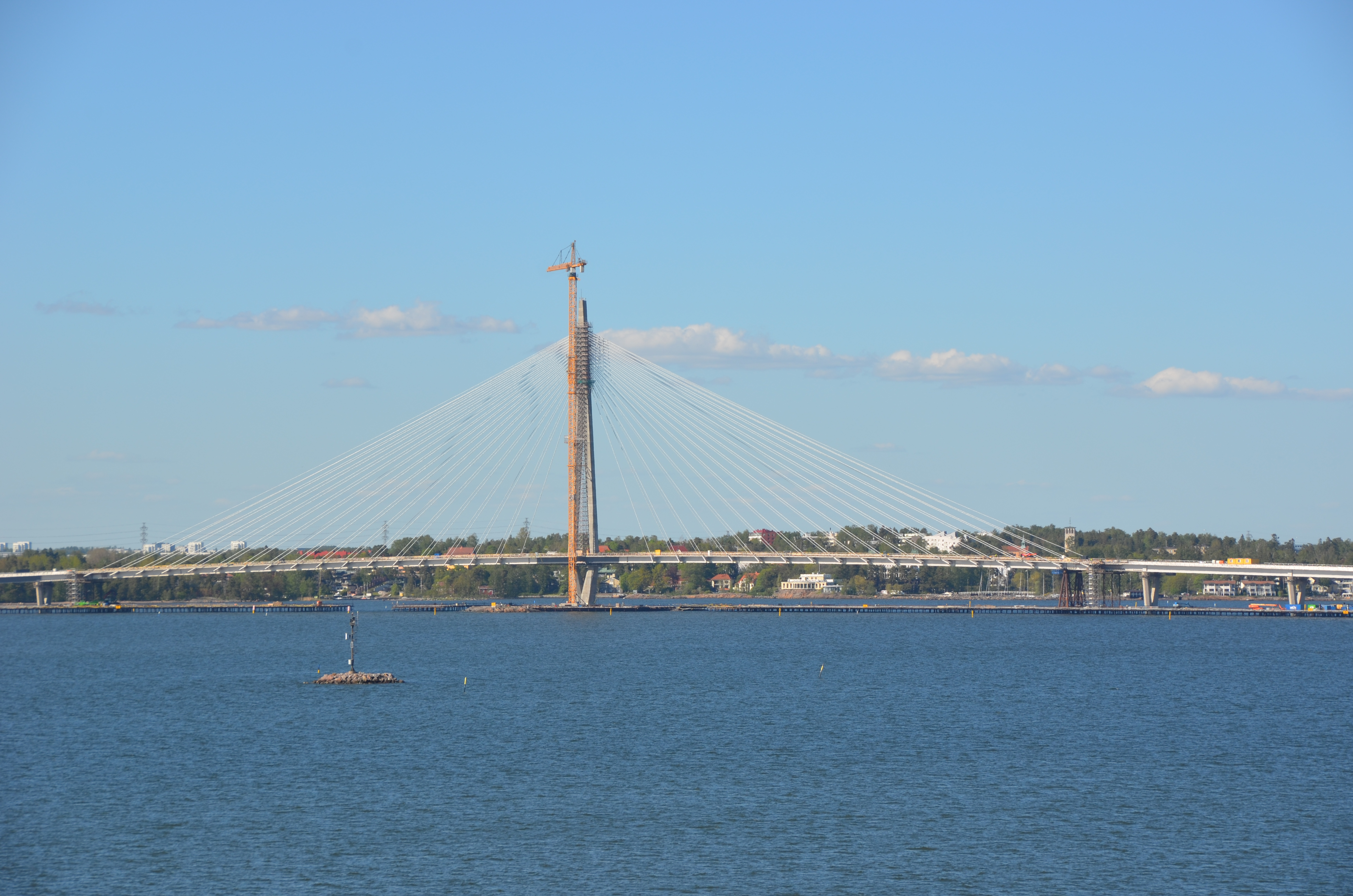
Kronbergsbrons pylon, maj 2025.
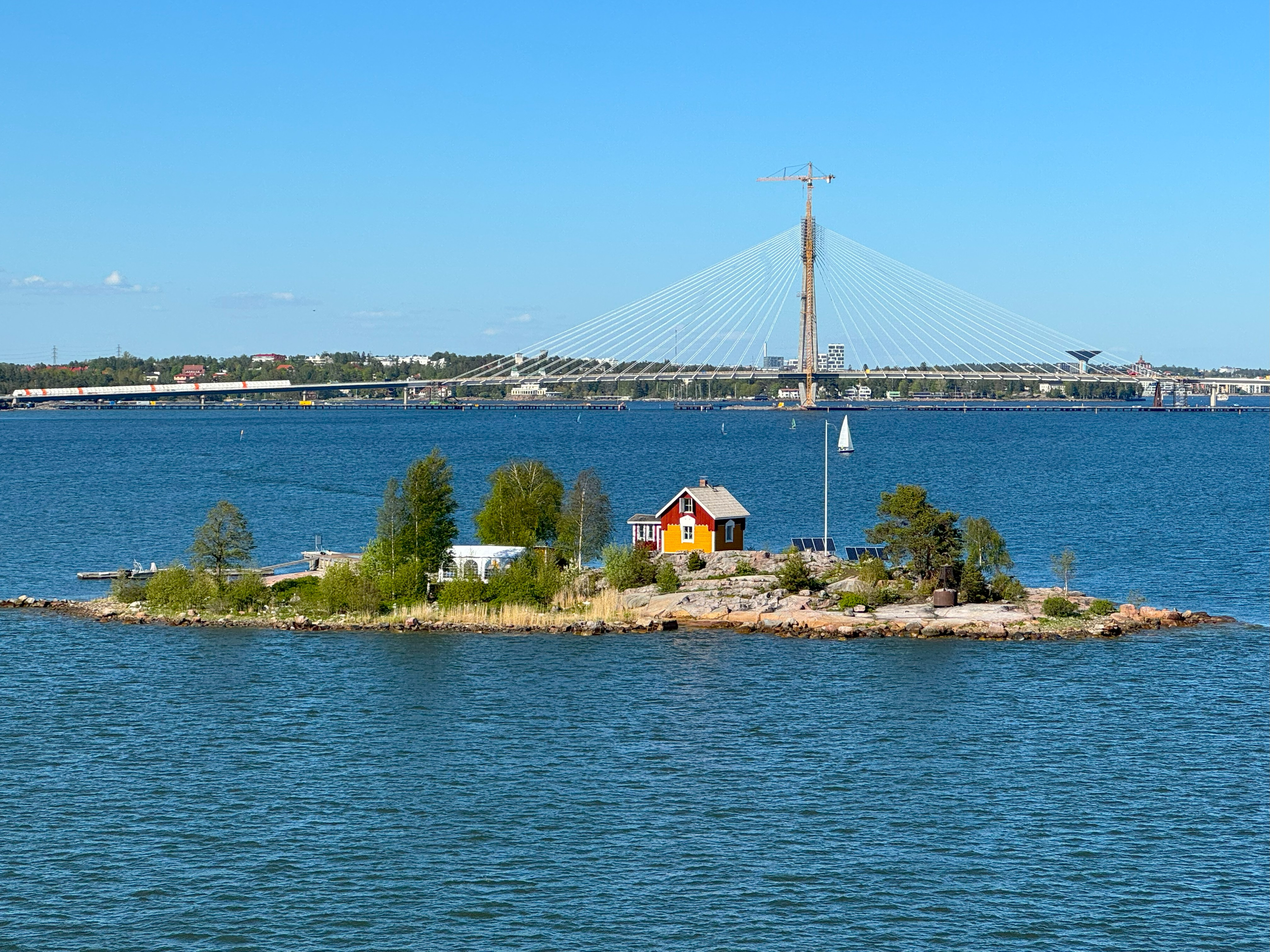
Skatakobben, med Kronbergsbron i bakgrunden.
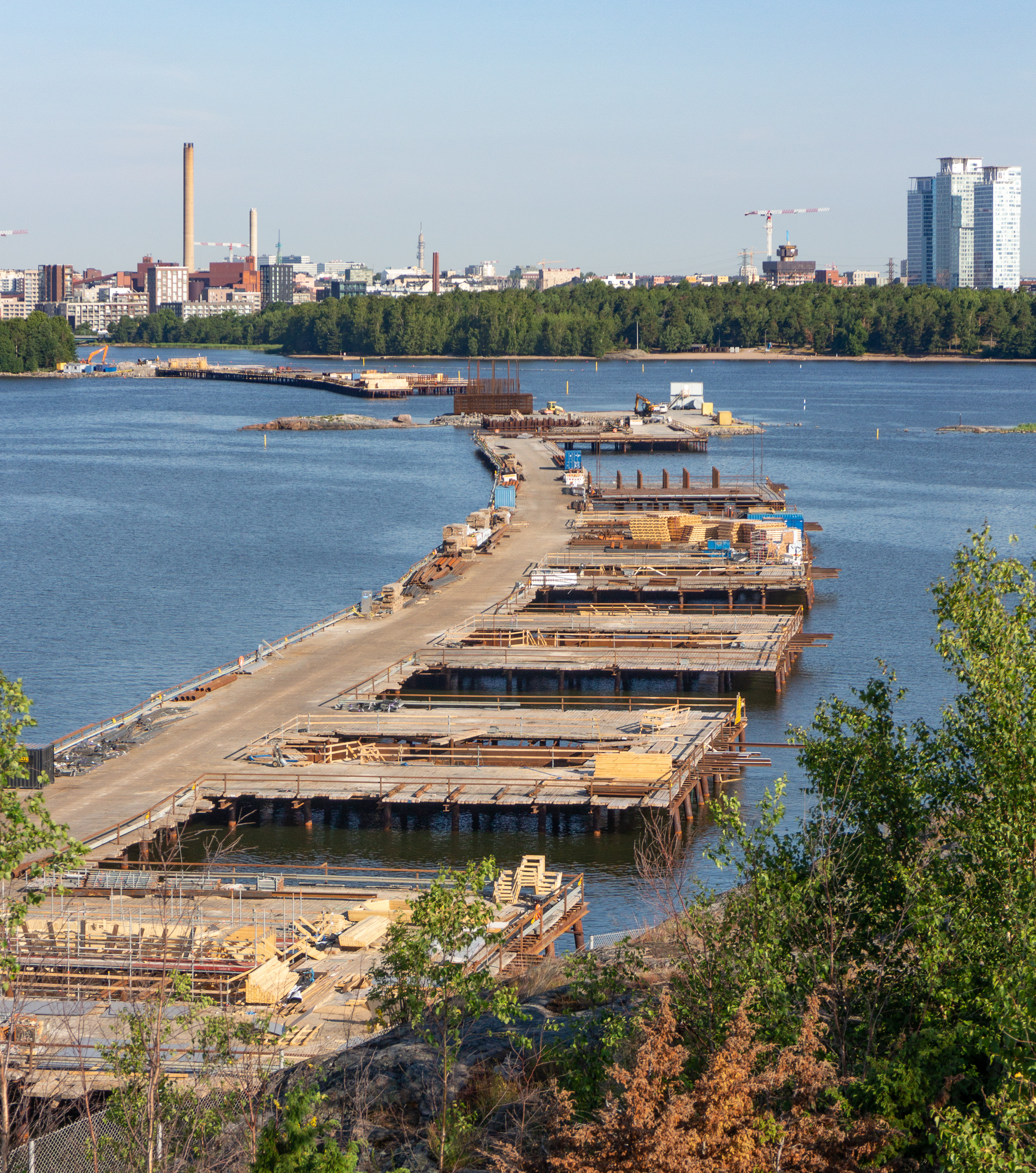
Den tillfälliga tillfälliga arbetsbron sett från Kronbergsstranden i riktning mot Högholmen, juli 2022. I bakgrunden syns Blåbärslandet och tornhuset Majakka ("Fyren") i Fiskehamnen.
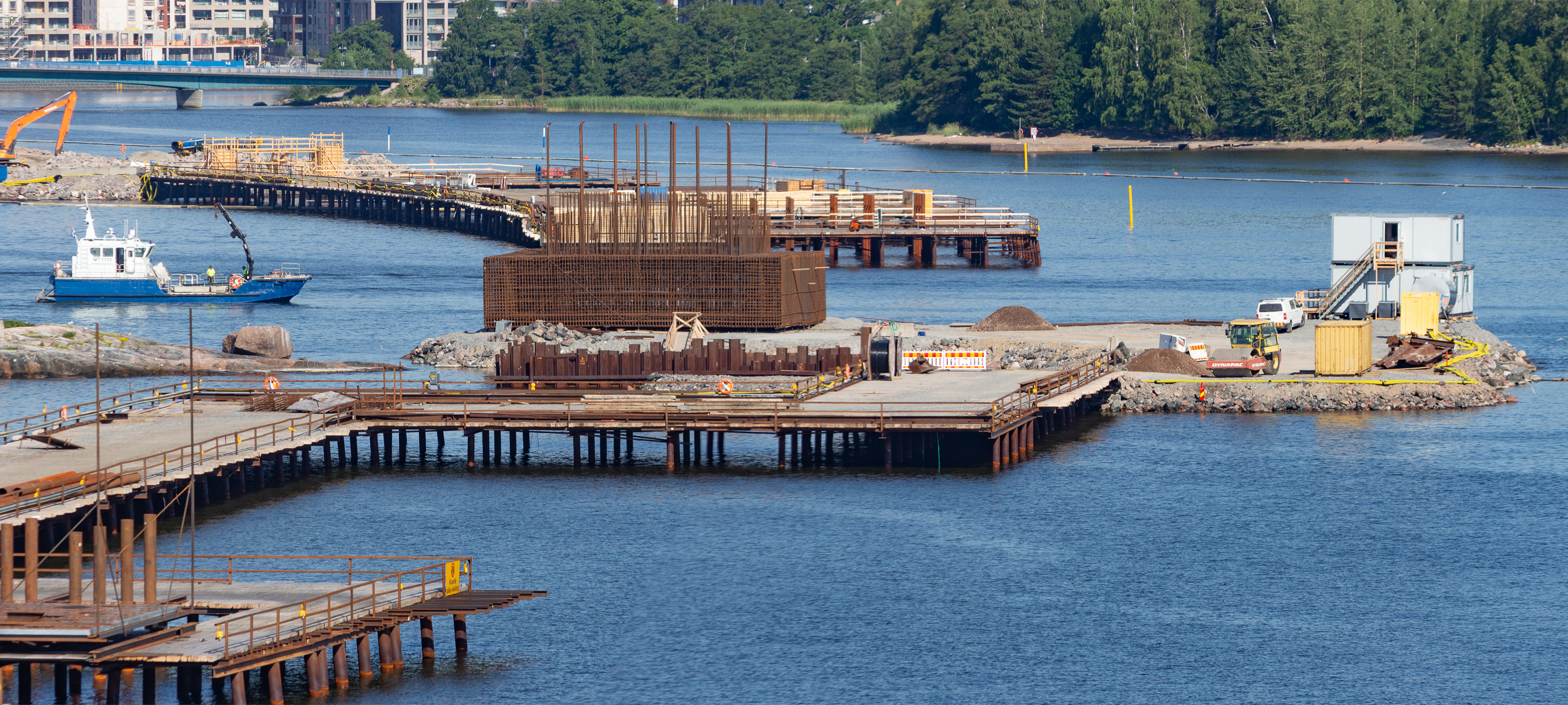
Arbetsbro för anläggandet av Kronbergsbron, juli 2022.
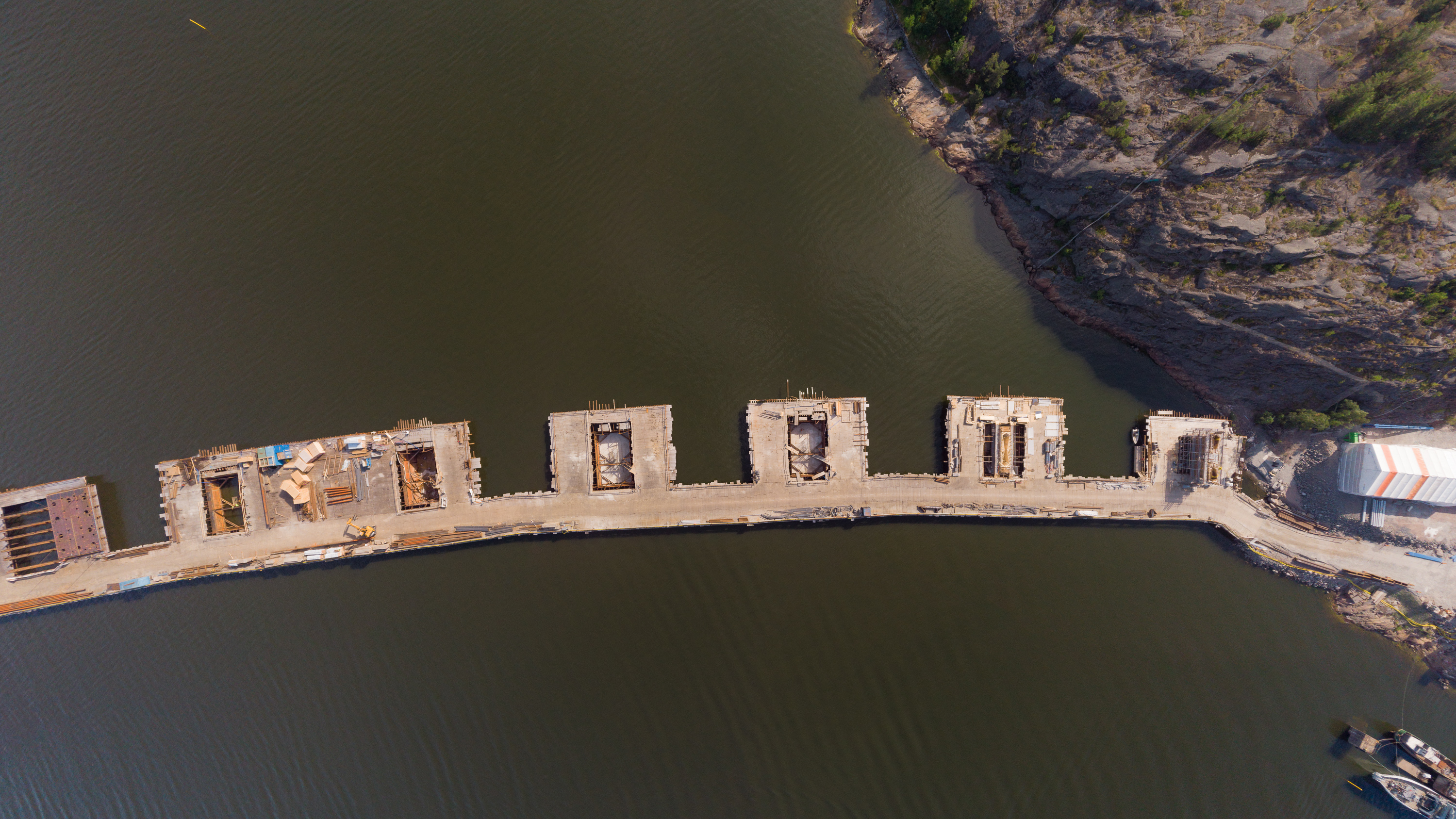
Byggnation, Kronbergsbron, juli 2022.